# Trichocyclus aranda
Trichocyclus aranda är en spindelart som beskrevs av Huber 200. Trichocyclus aranda ingår i släktet Trichocyclus och familjen dallerspindlar. Inga underarter finns listade i Catalogue of Life.